# Les Piégeurs
Les Piégeurs (Thief Takers) est une série télévisée britannique en 25 épisodes de 52 minutes créée par Roy Mitchell, et diffusée entre le 1er février 1995 et le 18 décembre 1997 sur ITV.
En France, cette série a été diffusée à partir du 6 avril 2002 sur TF1 et rediffusée sur TMC, NT1 et sur RTL9.

## Synopsis
Les agents de la brigade des « piégeurs » disposent des armes les plus sophistiquées et de la technologie du dernier cri. Cette brigade, redoutée par la mafia, suscite méfiance et rivalité des autres corps de police car elle obtient tous les records d'éradication du banditisme à Londres.

## Distribution
- Lynda Steadman : DS Helen Ash
- Grant Masters (en) : Glenn Mateo
- Gary McDonald (en) : DC Alan Oxford
- David Sterne : DCI Frank Uttley
- Reece Dinsdale (en) : D.I Charlie Scott
- Brendan Coyle : D.I Bob « Bingo » Tate

## Épisodes

### Première saison (1995)
1. Enveloppé, c'est pesé (Pilote)
2. Mauvaise passe
3. Mort d'un revendeur
4. Murmures dans la nuit
5. Les Balances
6. Dans les griffes du dragon
7. Les Fantômes affamés
8. Les Désaxés
9. Terrain vague

### Deuxième saison (1996)
1. Descente aux enfers
2. Vilains garçons
3. Le Revenant
4. Sang maudit
5. Souviens-toi de moi
6. Vague rouge
7. Dommages collatéraux
8. Déjà vu

### Troisième saison (1997)
1. Rapport de forces
2. Vicitmes de la mode
3. Baroud d'honneur
4. Sœurs d'armes
5. La Rage au cœur
6. Ruée vers l'or
7. Brouillard noir
8. Une marque de coyote